# Pablo Albo
Pablo Pérez Antón (Alicante, 17 de julio de 1971), artísticamente conocido como Pablo Albo, es un cuentista español, narrador oral de sesiones de cuentos infantiles, juveniles y para adultos y escritor de literatura infantil.

## Biografía
Nació en Alicante y en la actualidad vive en Albacete. Diplomado en Trabajo social, se dedica profesionalmente, desde 1994, a la narración oral y a la creación literaria. Su obra literaria contempla más de cincuenta libros, algunos de ellos traducidos a varios idiomas. Ha sido galardonado en varias ocasiones, como el premio Lazarillo, mención The White Ravens de Alemania, Junior Library Guild de Estados Unidos y Fundación Cuatro Gatos de Miami entre otros.
En 2016 comienza con su escuela efímera de narración oral Narrat¡o, para todas aquellas personas que quieren iniciarse tanto en la narración oral como en la escritura de cuentos infantiles.

## Obra literaria
- Cuentos contados (con Félix Albo). Ilustraciones de Pablo Auladell. Editorial Ñaque, 2000.
- ¡Que Dios nos pille confesados! (con Félix Albo y José Campanari). Ilustraciones de Silvia Molinero. Editorial Ñaque, 2003.
- Mar de sábanas. Ilustraciones de Pablo Auladell. Editorial Anaya, 2003.
- El Espantapájaros. Ilustraciones de Pablo Auladell. Editorial La Galera, 2004. (Ediciones en castellano y catalán).
- 99 pulgas (con Pep Bruno y Félix Albo). Ilustraciones de Mariona Cabassa. Palabras del Candil, 2006.
- El Tragaldabas. Ilustraciones de Maurizio A. Quarello. Editorial OQO, 2006. (Ediciones en castellano, catalán, gallego, inglés, francés, italiano y portugués).
- La peligrosa casa horrible. Ilustraciones de Claudia Ranucci. Editorial Edebé, 2007. (Ediciones en castellano y catalán).
- Estela. Ilustraciones de Miguel Ángel Díez. Editorial Thule, 2007. (Ediciones en castellano y catalán).
- Un gato en el árbol. Ilustraciones de Géraldine Alibeu. Editorial OQO, 2008. (Ediciones en castellano, gallego, inglés, francés, italiano y portugués).
- Los colores del miedo (con Paula Carballeira). Editorial Palabras del candil, 2009.
- 37 tortugas. Ilustraciones de Inés Vilpi. Editorial MilyunCuentos, 2009.
- El último canto. Ilustraciones de Miguel Ángel Díez. Editorial OQO, 2009. (Ediciones en castellano, gallego, inglés, francés, italiano y portugués).
- Marabajo. Ilustraciones de Jesús Aguado. Editorial Anaya, 2009. Colección Duende verde. (Ediciones en castellano y catalán).
- Inés azul. Ilustraciones de Pablo Auladell. Editorial Thule, 2009. Colección Trampantojo. (Ediciones en castellano y catalán).
- La sopa quema. Ilustraciones de André Letria. Editorial OQO, 2009. Colección O. (Ediciones en castellano, gallego, inglés, francés, y portugués).
- Melena. Ilustraciones de Riki Blanco. Facktoría K de libros, 2009. Colección Textos infames.
- Gigante poco a poco. Ilustraciones de Aitana Carrasco. Editorial Almadraba, 2009. Colección Pez volador. (Ediciones en castellano y catalán).
- Para hacer un pastel de manzana. Ilustraciones de Mariona Cabassa. Editorial Edelvives, 2009. Colección Ala Delta, Serie Roja. Nº57.
- Debajo de la higuera no hay ningún tesoro. Ilustraciones de Miguel Ángel Díez. Editorial Anaya, 2010. Colección Sopa de Libros, Serie Naranja. Nº143.
- Bajo mi cama, una estrella. Ilustraciones de Anuska Allepuz. Editorial Oxford, 2010. Colección El árbol de la lectura. (Ediciones en castellano y catalán).
- Diógenes. Ilustraciones de Pablo Auladell. Editorial Kalandraka, 2010. Colección Siete millas. (Ediciones en castellano, gallego, portugués y alemán).
- ¿Rinoceronte? ¿Qué rinoceronte? Ilustraciones de Lucía Serrano. Editorial Everest, 2010. Colección Leer es vivir, serie verde, a partir de 8 años. (Ediciones en castellano, gallego, portugués y alemán).
- Andrés cabeza abajo. Ilustraciones de Roger Olmos. Editorial OQO, 2010. Colección O. (Ediciones en castellano y gallego).
- 101 pulgas (con Paula Carballeira, Pep Bruno, Félix Albo y Pepe Maestro). Editorial Palabras del Candil, 2011.
- Lejos. Ilustraciones de Aitana Carrasco. Editorial Algar, 2011. (Ediciones en castellano y catalán).
- Con los pies en los zapatos. Ilustraciones de Adolfo Serra. Editorial Edelvives, 2011. Libro escolar de lecturas para 2º de primaria.
- Bolsillo. Ilustraciones de Lucía Serrano. Editorial República Kukudrulu, 2011.
- Redondo. Ilustraciones de Lucía Serrano. Editorial Thule, 2011.
- Bruja bruja. Ilustraciones de Miguel Ángel Díez. Editorial Sleepyslap, 2011.
- Como pollo sin cabeza. Ilustraciones de Mikel Mardones. Editorial OQO, 2011. Colección Q.
- Alas y Olas. Ilustraciones de Pablo Auladell. Editorial Bárbara Fiore, 2011.
- Para una vez que me abrazan. Novela juvenil. Editorial Algar, 2012. Colección Algar Joven, Nº53.
- Esqueleto ladrón. Ilustraciones de Lucía Serrano. Editorial Thule, 2012.
- Pelusa asesina. Ilustraciones de Lucía Serrano. Editorial Thule, 2012.
- Antiguamente, el viento. Ilustraciones de Aitana Carrasco. Editorial La Fragatina, 2013.
- El cascabel de la gata. Ilustraciones de Guridi. Editorial OQO, 2013. Colección O.
- Ruido. Ilustraciones de Guridi. Editorial Narval, 2014.
- Viento enfurecido. Ilustraciones de Lucía Serrano. Editorial Thule, 2014. Colección Trampantojo.
- Todo patas arriba. Ilustraciones de Viviana Bilotti. Editorial La guarida, 2014.
- La extraña orquesta. Ilustraciones de Esther Burgueño. Editorial Edebé, 2014. Colección Tren Azul.
- Sombra robada. Ilustraciones de Lucía Serrano. Editorial Thule, 2014. Colección Trampantojo.
- El intruso. Ilustraciones de Cristina Sitja Rubio. Editorial A buen paso, 2014.
- La mujer más alta del mundo. Ilustraciones de Iratxe López de Munáin. Editorial Libre Albedrío, 2014.
- Pollo y Erizo. Ilustraciones de Lucía Serrano. Editorial Anaya, 2015.
- La cabra que no estaba. Ilustraciones de Guridi. Editorial Fun Readers, 2015.
- 71 Ovejas. Ilustraciones de Guridi. Editorial Canica Books, 2016. (Ediciones en castellano, italiano, inglés, francés, alemán y chino).
- Erizo y Conejo. El susto del viento. Ilustraciones de Gómez. Editorial NubeOcho, 2017. (Ediciones en castellano e inglés).
- Erizo y Conejo. La nube cabezota. Ilustraciones de Gómez. Editorial NubeOcho, 2017. (Ediciones en castellano e inglés).
- Noche de gatos hambrientos. Ilustraciones de Guridi. Editorial Adriana Hidalgo, 2017. Colección Pípala.
- La merienda del parque. Ilustraciones de Cecilia Moreno. Editorial Narval, 2017. (Ediciones en castellano, euskera, catalán y gallego).
- Erizo y Conejo descubren la lluvia. Ilustraciones de Gómez. Editorial NubeOcho, 2018. (Ediciones en castellano e inglés).
- Caracol. Ilustraciones de Pablo Auladell. Primera edición, Editorial Edebé, 2005. Segunda edición, Editorial A buen paso, 2019. (Ediciones en castellano y catalán).
- La luna ladrona. Ilustraciones de Pierre Pratt. Primera edición, Editorial OQO, 2010. Colección O. Segunda edición, Editorial Tramuntana, 2019. (Ediciones en castellano y gallego).
- Loba. Ilustraciones de Cecilia Moreno. Editorial Libre Albedrío, 2021.
- Va la vaca. Ilustraciones de Simone Rea. Editorial A buen paso, 2021.
- La abominable nube fétida. Ilustraciones de Guridi. Editorial Fun Readers, 2023. (Ediciones en castellano y valenciano).
- ¡Al agua, gallinas!  Ilustraciones de Rocío Araya. Editorial A Fin de Cuentos, 2023. (Ediciones en castellano, catalán y euskera).
- Extrañas parejas.  Ilustraciones de Frank Sett. Editorial Pastel de Luna, 2024.
- Dentro del león.  Ilustraciones de Anna Font. Editorial Libre Albedrío, 2025.

## Premios y distinciones
- 2002. Mención especial del jurado del II Certamen Internacional de Álbum Infantil Ilustrado Ciudad de Alicante. Álbum ilustrado. “El espantapájaros”.
- 2003. Primer Premio del III Certamen Internacional de Álbum Infantil Ilustrado Ciudad de Alicante. Álbum ilustrado. “Mar de sábanas”.[1]
- 2008. Incluido en la lista The White Ravens. International Youth Library (IYL), Munich, Germany. “Estela”.
- 2008. Premio de narrativa infantil Ciudad de Ibi. “Marabajo”.
- 2008. Premio Lazarillo de creación literaria. “Diógenes”.
- 2009. Finalista Premi Llibreter. Álbum ilustrado. “Inés azul”.
- 2009. Premio de narrativa infantil Leer es vivir. “¿Rinoceronte? ¿Qué rinoceronte?”
- 2010. Incluido en la lista The White Ravens. International Youth Library (IYL), Munich, Germany. “El último canto”.
- 2010. Incluido en la lista The White Ravens. International Youth Library (IYL), Munich, Germany. “Gigante poco a poco”.[2]
- 2011. Premio Nacional de Edición del Ministerio de Cultura. Tercer premio. Categoría libro infantil. “Diógenes”.
- 2012. Premio Nacional de Edición del Ministerio de Cultura, 2012. Segundo premio. Categoría libro infantil. “Alas y Olas”.
- 2013. Premio Lazarillo de álbum ilustrado. “La mujer más alta del mundo”.[3]
- 2017. Selección Junior Library Guild de Estados Unidos. “Erizo y Conejo. El susto del viento”.
- 2019. Premio Fundación Cuatrogatos. “La merienda del parque”.[4]
- 2021. Incluido en la lista The White Ravens. International Youth Library (IYL), Munich, Germany. “Loba”.
- 2022. Incluido en la lista The White Ravens. International Youth Library (IYL), Munich, Germany. “Va la vaca”.